# Šimon Lomnický
Šimon Lomnický z Budče, též Ptocheus, Lomnicius, Chodeček a Janů (1552 Lomnice nad Lužnicí – 1623 Praha) byl český spisovatel.

## Život
Pocházel z chudých poměrů, školu vystudoval díky Vilémovi z Rožmberka, který mu později zajistil místo učitele v Kardašově Řečici. Později pro svého ochránce pracoval přímo jako písař a správce pivovaru v Třeboni a Lomnici nad Lužnicí.
Kolem roku 1585 zdědil po tchánovi zájezdní hostinec v Ševětíně, který pod jeho vedením velmi dobře prosperoval. V této době pravděpodobně půjčoval peníze na lichvářský úrok (lichva byla od 4 %).[zdroj?] V letech 1586 až 1595 působil v Ševětíně jako rychtář. Roku 1594 byl povýšen do šlechtického stavu, údajně za svoje dílo Kupidova střela, pravděpodobně však na přímluvu svých mecenášů. Byl katolíkem, ale umírněným. Ve své pohřební písni o císaři a králi Rudolfovi II. z roku 1612 zemřelého panovníka oceňoval za náboženskou snášenlivost a za povznesení české metropole Prahy.
Roku 1619 Lomnický přišel o majetek – nejprve vyhořel a poté byla jeho vesnice zničena císařskými vojsky. Odešel pak s druhou manželkou (první zemřela kolem roku 1600) do Prahy, kde přestoupil k evangelické církvi.[zdroj?] Po bitvě na Bílé hoře se vrátil ke katolické církvi. Pro tuto dvojí konverzi a některé další skutky, údajně v Praze žebral, je v literatuře[kde?] často označován jako amorální.

## Dílo

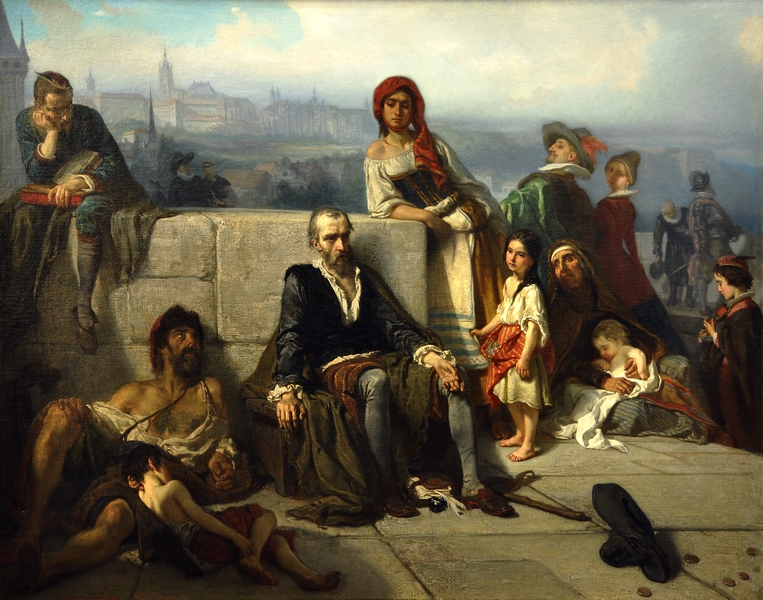
Jaroslav Čermák: Šimon Lomnický žebrá na Karlově mostě

- Jaroslav Čermák: Šimon Lomnický žebrá na Karlově mostěPísně nové na evangelia svatá nedělní přes celý rok
- Kancionál aneb Písně nové historické na dni sváteční přes celý rok
- Krátké naučení mladému hospodáři

Vydal cyklus podobných próz, zabývající se sedmi smrtelnými hříchy. Tyto knihy mají výchovný charakter, zabývají se jejich morálním dopadem:
- Knížka o sedmi hrozných ďábelských řetězích – návod, jak se ubránit Antikristovi.
- Postní zvyk – rady, jak dodržovat postní předpisy, dále upozorňuje na tresty pro ty, kdo je nedodržují.
- Traktát o tanci – domnívá se, že tanec patří mezi smrtelné hříchy.
- Utrhačů jazyk
- Vejklad prostý na nejsvětější modlitbu Otčenáš
- Tobolka zlatá – kritizuje lakomství a lichvu
- Pejcha života – kritizuje pýchu.
- Kupidova střela – nejznámější a nejlepší dílo z celého cyklu. Je to kompilace děl jiných autorů. Na příkladech ukazují, jak lidé smilní a radí, jak se smilstvu vyhnout. (Novodobá edice vyšla r. 2000 v nakl. Atlantis.)
- Dětinský řápek – (Novodobá edice vyšla r. 2000 v nakl. Atlantis.)

Psal i díla k různým aktuálním příležitostem:
- Pohřební píseň o smrti Petra Voka z Rožmberka
- Píseň o smrti a pohřbu Jeho milosti císaře římského Rudolfa Druhého (1612)

## Připomínky
Na ševětínském náměstí se nachází fontána pojmenovaná podle básníka Polštář Šimona Lomnického.